# Holtedahlita
La holtedahlita és un mineral de la classe dels fosfats. Rep el seu nom en honor d'Olaf Holtedahl (1885-1975), professor de geologia a la Universitat d'Oslo, medalla Wollastone de la Societat Geològica de Londres i Medalla Leopold von Buch de la Deutsche Geologische Gesellschaft.

## Característiques
La holtedahlita és un fosfat de fórmula química Mg₂(PO₄)(OH). Va ser esmentada per primera vegada a Raade & Tysseland l'any 1975) com un fosfat de calci i magnesi no identificat. Va ser aprovada com a espècie vàlida per l'Associació Mineralògica Internacional l'any 1979. Cristal·litza en el sistema trigonal, i es troba en forma de masses irregulars i pegats. La seva duresa a l'escala de Mohs oscil·la entre 4,5 i 5.
Segons la classificació de Nickel-Strunz, la holtedahlita pertany a «08.BA: Fosfats, etc. amb anions addicionals, sense H₂O, només amb cations de mida mitjana, (OH, etc.):RO₄ sobre 1:1» juntament amb els següents minerals: ambligonita, montebrasita, tavorita, triplita, zwieselita, sarkinita, triploidita, wagnerita, wolfeïta, stanĕkita, joosteïta, hidroxilwagnerita, arsenowagnerita, satterlyita, althausita, adamita, eveïta, libethenita, olivenita, zincolibethenita, zincolivenita, auriacusita, paradamita, tarbuttita, barbosalita, hentschelita, latzulita, scorzalita, wilhelmkleinita, trol·leïta, namibita, fosfoel·lenbergerita, urusovita, theoparacelsita, turanita, stoiberita, fingerita, averievita, lipscombita, richel·lita i zinclipscombita.

## Formació i jaciments
És difícil distingir visualment entre l'holtedahlita i l'apatita a la que es troba associada. Normalment conté inclusions de petits grans de magnetita que poden impartir-li un color grisenc. Va ser descoberta a la pedrera Tingelstadtjern, situada al municipi de Modum, al comtat de Buskerud, Noruega. Es tracta de l'únic indret on ha estat trobada aquesta espècie mineral.